# Hottea crispula
Hottea crispula är en myrtenväxtart som först beskrevs av Ignatz Urban, och fick sitt nu gällande namn av Ignatz Urban. Hottea crispula ingår i släktet Hottea och familjen myrtenväxter. Inga underarter finns listade i Catalogue of Life.